# Liste der Baudenkmäler im Stadtbezirk Bochum-Wattenscheid
Die Liste der Baudenkmäler im Stadtbezirk Bochum-Wattenscheid enthält die denkmalgeschützten Bauwerke auf dem Gebiet des Stadtbezirks Bochum-Wattenscheid in Nordrhein-Westfalen. Diese Baudenkmäler sind in der Denkmalliste der Stadt Bochum eingetragen; Grundlage für die Aufnahme ist das Denkmalschutzgesetz Nordrhein-Westfalen (DSchG NRW).

Der Stadtbezirk Bochum-Wattenscheid umfasst die Ortsteile Wattenscheid-Mitte, Eppendorf, Munscheid, Günnigfeld, Höntrop, Leithe, Sevinghausen, Südfeldmark, Westenfeld.
Baudenkmale sind „Denkmäler, die aus baulichen Anlagen oder Teilen baulicher Anlagen bestehen“.

## Liste der Baudenkmale (Auswahl)
Die Liste umfasst, falls vorhanden eine Fotografie des Denkmals, als Bezeichnung, falls vorhanden den Namen, sonst kursiv den Gebäudetyp, die Adresse, eine Kurzbeschreibung, falls bekannt die Bauzeit, das Datum der Unterschutzstellung und die Eintragungsnummer der unteren Denkmalbehörde der Stadt Bochum. Der Name entspricht dabei der Bezeichnung durch die Denkmalbehörde der Stadt Bochum. Abkürzungen wurden zum besseren Verständnis aufgelöst, die Typografie an die in der Wikipedia übliche angepasst und Tippfehler korrigiert.
Die Denkmalliste der Stadt Bochum umfasst im Stadtbezirk Bochum-Wattenscheid 230 Baudenkmale (Stand 2024), darunter 71 Wohnhäuser, Siedlungen oder Villen, elf Sakralbauten, je fünf Kleindenkmale und öffentliche Gebäude, je drei landwirtschaftliche Gebäude und Wohn- und Geschäftshäuser und je ein Friedhof, Adelssitz, Geschäftshaus sowie eine Industrieanlage. Außerdem ist eine Glocke als bewegliches Denkmal in die Denkmalliste eingeschrieben.
| Bild                                                     | Bezeichnung                                              | Lage | Beschreibung | Bauzeit                                                    | Eingetragen seit | Denkmal- nummer |
| -------------------------------------------------------- | -------------------------------------------------------- | --- | --- | ---------------------------------------------------------- | ---------------- | --------------- |
| Wohnhaus                                                 | Wohnhaus                                                 | Bochum-Wattenscheid Old Wattsche 9 Karte | Fachwerkbau | um 1700                                                    | 29.02.1988       | A 005           |
| Wohnhaus                                                 | Wohnhaus                                                 | Bochum-Wattenscheid Ridderstraße 24 Karte | Fachwerkgebäude |                                                            | 17.04.1989       | A 025           |
| weitere Bilder                                           | evangelische Friedenskirche                              | Bochum-Wattenscheid Hochstraße 2 Karte | dreischiffige neoromanische Hallenkirche in Ziegelmauerwerk | 1875                                                       | 17.04.1989       | A 027           |
| Wohnhaus                                                 | Wohnhaus                                                 | Bochum-Wattenscheid Parkstraße 24 Karte | zweieinhalbgeschossige Villa | 1904                                                       | 17.04.1989       | A 033           |
| Zeche Holland                                            | Zeche Holland                                            | Bochum-Wattenscheid Lyrenstraße Karte | Kauen- und Verwaltungsgebäude mit Magazin, deutsches Strebengerüst | 1921                                                       | 17.04.1989       | A 051           |
| Wohnhaus                                                 | Wohnhaus                                                 | Bochum-Wattenscheid Zollstraße 164 Karte | zweigeschossiger Fachwerkbauernhof | 1820–1821                                                  | 20.04.1989       | A 052           |
| Kolonie Hannover                                         | Kolonie Hannover                                         | Bochum-Wattenscheid Alfredstraße 1–12 Friedrichstraße 1–20 Hofstraße 6–16 (gerade) Karlstraße 2, 4–24 Rudolfstraße 2, 2 a, 2 b, 4–16 Wilhelmstraße 1, 2 b, 3–20 Karte | Zechenhäuser nach Krupp’schen System II, zweigeschossige Vierfamilienhäuser über Kreuzgrundriss, Fachwerk mit Ziegeln ausgefacht                                                                                         | 1874/1875                                                  | 19.07.1989       | A 059           |
| Wohnhaus                                                 | Wohnhaus                                                 | Bochum-Wattenscheid Hochstraße 12 Karte | dreieinhalbgeschossiges verputztes Wohn- und Geschäftshaus mit Satteldach |                                                            | 25.07.1989       | A 060           |
| Wohnhaus                                                 | Wohnhaus                                                 | Bochum-Wattenscheid Vorstadtstraße 45 Karte | Haus mit Elementen der deutschen Renaissance | 1903                                                       | 04.08.1989       | A 064           |
| Wohnhaus                                                 | Wohnhaus                                                 | Bochum-Wattenscheid Alte Post 10 Karte | zweieinhalbgeschossiger Putzbau mit neoklassizistischer Verzierung | 1896                                                       | 07.08.1989       | A 065           |
| Wohnhaus                                                 | Wohnhaus                                                 | Bochum-Wattenscheid Bahnhofstraße 28 Karte | dreieinhalbgeschossiger Klinker-Putz-Bau | 1904                                                       | 07.08.1989       | A 067           |
| Wohnhaus                                                 | Wohnhaus                                                 | Bochum-Wattenscheid Bahnhofstraße 1 Karte | dreigeschossiger Putzbau mit Jugendstilelementen | 1907                                                       | 07.08.1989       | A 069           |
| Wohnhaus                                                 | Wohnhaus                                                 | Bochum-Wattenscheid Voedestraße 8 Karte | Mietshaus im Reformstil | 1912                                                       | 10.08.1989       | A 076           |
| Wohnhaus                                                 | Wohnhaus                                                 | Bochum-Wattenscheid Voedestraße 10 Karte | Mietshaus im Reformstil | 1912                                                       | 10.08.1989       | A 077           |
| evangelische Kirche mit Grabanlage                       | evangelische Kirche mit Grabanlage                       | Bochum-Wattenscheid Alter Markt 5 Karte | einschiffige Kirche, Kanzelaltar, Reste eines Friedhofs | 1676                                                       | 23.08.1989       | A 081           |
| Wohnhaus                                                 | Wohnhaus                                                 | Bochum-Wattenscheid Finkenstraße 2 Karte | zweigeschossiges Fachwerkhaus mit Satteldach |                                                            | 23.08.1989       | A 087           |
| Wohnhaus                                                 | Wohnhaus                                                 | Bochum-Wattenscheid Graf-Adolf-Straße 22 Karte | dreigeschossiges Mehrfamilienwohnhaus mit Satteldach |                                                            | 19.10.1989       | A 107           |
| Wohnhaus                                                 | Wohnhaus                                                 | Bochum-Wattenscheid Hüller Straße 17 Karte | zweieinhalbgeschossiges Wohnhaus mit Mansarddach |                                                            | 19.10.1989       | A 108           |
| Wohnhaus                                                 | Wohnhaus                                                 | Bochum-Wattenscheid Watermanns Weg 2, 2 a Karte | dreigeschossiger Putzbau mit neoklassischer Stuckverzierung | 1898                                                       | 30.10.1989       | A 116           |
| Wohnhaus                                                 | Wohnhaus                                                 | Bochum-Wattenscheid Ückendorfer Straße 116 Karte | dreigeschossiger Putzbau mit neoklassischer Stuckverzierung | 1898                                                       | 30.10.1989       | A 117           |
| Wohnhaus                                                 | Wohnhaus                                                 | Bochum-Wattenscheid Freiheitstraße 7 Karte | dreieinhalbgeschossiges verputztes Wohn- und Geschäftshaus mit Satteldach |                                                            | 17.11.1989       | A 119           |
| weitere Bilder                                           | katholische Propsteikirche St. Gertrudis von Brabant     | Bochum-Wattenscheid Auf der Kirchenburg 4 Karte | neugotische fünfschiffige Kirche | 1868–1872                                                  | 07.12.1989       | A 120           |
| Wohnhaus                                                 | Wohnhaus                                                 | Bochum-Wattenscheid Am Thie 8 Karte | Kötterhaus in Vier-Ständer-Bauweise, eines der ältesten Kötterhäuser im Ruhrgebiet | 1672                                                       | 13.03.1990       | A 123           |
| Wohnhaus                                                 | Wohnhaus                                                 | Bochum-Wattenscheid Graf-Adolf-Straße 24 Karte | dreigeschossiges Wohnhaus mit Satteldach | um 1900                                                    | 08.08.1990       | A 151           |
| Wohnhaus                                                 | Wohnhaus                                                 | Bochum-Wattenscheid Weststraße 19 Karte | zweigeschossiges verputztes Wohnhaus |                                                            | 22.08.1990       | A 153           |
| Wohnhaus                                                 | Wohnhaus                                                 | Bochum-Wattenscheid Hagenstraße 2 Karte | viergeschossiger Putzbau im Jugendstil | 1905–1906                                                  | 20.09.1990       | A 159           |
| Wohnhaus                                                 | Wohnhaus                                                 | Bochum-Wattenscheid Wattenscheider Hellweg 155 Karte | historisches Gebäude mit Stuckverzierung |                                                            | 20.09.1990       | A 161           |
| Wohnhaus                                                 | Wohnhaus                                                 | Bochum-Wattenscheid Watermanns Weg 8 Karte | dreigeschossiger Putz- und Ziegelbau unter Satteldach unter Einfluss der Neogotik | 1903                                                       | 17.12.1990       | A 173           |
| Wohnhaus                                                 | Wohnhaus                                                 | Bochum-Wattenscheid Watermanns Weg 10 Karte | dreigeschossiger Putz- und Ziegelbau mit Satteldach unter Einfluss der Neorenaissance | 1903                                                       | 17.12.1990       | A 174           |
| Wohnhaus                                                 | Wohnhaus                                                 | Bochum-Wattenscheid Westenfelder Straße 50 Karte | zweigeschossiger Putzbau unter Einfluss der Neorenaissance |                                                            | 17.12.1990       | A 175           |
| Wohnhaus                                                 | Wohnhaus                                                 | Bochum-Wattenscheid Westenfelder Straße 70 Karte | zweieinhalbgeschossiger, späthistoristischer Putzbau |                                                            | 17.12.1990       | A 176           |
| Rathaus, altes Gebäude                                   | Rathaus, altes Gebäude                                   | Bochum-Wattenscheid Friedrich-Ebert-Straße 7 Karte | zweigeschossiges Gebäude unter Einfluss der Neorenaissance, Farbverglasung im Treppenhaus | 1883/1994 1896/1897 (Erweiterung) um 1900 (Farbverglasung) | 24.01.1991       | A 185           |
| Neues Rathaus                                            | Neues Rathaus                                            | Bochum-Wattenscheid Friedrich-Ebert-Straße 7 Karte | viergeschossiges, konvex geschwungener Klinkerbau | 1955–1957                                                  | 24.01.1991       | A 186           |
| Wohnhaus                                                 | Wohnhaus                                                 | Bochum-Wattenscheid Kirchstraße 14 Karte | zweigeschossiger Putzbau mit Satteldach unter Einfluss der Neorenaissance |                                                            | 08.08.1991       | A 236           |
| Wohnhaus                                                 | Wohnhaus                                                 | Bochum-Wattenscheid Kirchstraße 16 Karte | zweigeschossiges Gebäude mit Satteldach |                                                            | 08.08.1991       | A 237           |
| Wohnhaus                                                 | Wohnhaus                                                 | Bochum-Wattenscheid Kirchstraße 18 Karte | zweigeschossiges Gebäude mit Satteldach unter Einfluss der Neorenaissance |                                                            | 08.08.1991       | A 238           |
| Wohnhaus                                                 | Wohnhaus                                                 | Bochum-Wattenscheid Kirchstraße 20 Karte | zweigeschossiges Gebäude mit Satteldach |                                                            | 08.08.1991       | A 239           |
| Wohnhaus                                                 | Wohnhaus                                                 | Bochum-Wattenscheid Graf-Adolf-Straße 8 Karte | zweigeschossiger Putzbau mit Krüppelwalmdach unter Einfluss der Neogotik und Neoromanik |                                                            | 08.08.1991       | .pdf A 241      |
| Wohnhaus                                                 | Wohnhaus                                                 | Bochum-Wattenscheid Wattenscheider Hellweg 257 Karte | zweigeschossiges Fachwerkhaus | 19. Jahrhundert (Umbau)                                    | 13.08.1991       | A 245           |
| Wohnhaus                                                 | Wohnhaus                                                 | Bochum-Wattenscheid Gertrudisstraße 14 Karte | zweigeschossiger Putz-/Klinkerbau |                                                            | 13.11.1991       | A 248           |
| Wohnhaus                                                 | Wohnhaus                                                 | Bochum-Wattenscheid Günnigfelder Straße 59 Karte | zweigeschossiger Putzbau |                                                            | 10.12.1991       | A 250           |
| Wohnhaus                                                 | Wohnhaus                                                 | Bochum-Wattenscheid Bahnhofstraße 2 Karte | dreigeschossiger Putzbau mit Satteldach | um 1906                                                    | 02.04.1992       | A 255           |
| Ehrenmal                                                 | Ehrenmal                                                 | Bochum-Wattenscheid Bußmanns Weg Karte | | 1933–1934                                                  | 30.06.1992       | A 263           |
| Wohnhaus                                                 | Wohnhaus                                                 | Bochum-Wattenscheid Munscheider Straße 204 Karte | zweigeschossiges Fachwerkwohnhaus | 1868                                                       | 30.06.1992       | A 264           |
| Wohnhaus                                                 | Wohnhaus                                                 | Bochum-Wattenscheid Johannesstraße 3 Karte | zweigeschossiges Gebäude mit Satteldach | 1897                                                       | 10.09.1992       | A 272           |
| Wohnhaus                                                 | Wohnhaus                                                 | Bochum-Wattenscheid Hochstraße 32 Karte | dreigeschossiger, späthistoristischer Putzbau | um 1900                                                    | 01.12.1992       | A 275           |
| Pastorat                                                 | Pastorat                                                 | Bochum-Wattenscheid An der Papenburg 25 Karte | zweigeschossiges Gebäude mit Krüppelwalmdach | 19. Jahrhundert                                            | 23.03.1993       | A 281           |
| Haus Baare                                               | Haus Baare                                               | Bochum-Wattenscheid Reiterweg 11/13 Karte | zweieinhalbgeschossiger, verputzter Baukörper mit Mansarddach und Turm | 1880 1898 (Umbauten)                                       | 12.07.1993       | A 283           |
| Wohnhaus                                                 | Wohnhaus                                                 | Bochum-Wattenscheid Parkstraße 29 Karte | zwei- bis dreigeschossiges Wohnhaus | um 1904                                                    | 07.09.1993       | A 291           |
| Wohnhaus                                                 | Wohnhaus                                                 | Bochum-Wattenscheid Parkstraße 31 Karte | dreigeschossiges, fünfachsiges Mietshaus | 1904                                                       | 07.09.1993       | A 292           |
| Wohnhaus                                                 | Wohnhaus                                                 | Bochum-Wattenscheid Parkstraße 27 Karte | zwei- bis dreigeschossiges Wohnhaus | 1904                                                       | 15.10.1993       | A 293           |
| Wohnhaus                                                 | Wohnhaus                                                 | Bochum-Wattenscheid Parkstraße 25 Karte | zweieinhalbgeschossiges, verputztes Wohnhaus | 1904                                                       | 23.11.1993       | A 294           |
| Wohnhaus                                                 | Wohnhaus                                                 | Bochum-Wattenscheid Kemnastraße 41 Karte | zweigeschossige Villa | 1900                                                       | 31.03.1994       | A 303           |
| Wohnhaus                                                 | Wohnhaus                                                 | Bochum-Wattenscheid Steinstraße 4 Karte | Fachwerkhaus mit Satteldach |                                                            | 11.04.1994       | A 304           |
| weitere Bilder                                           | Pilgerkapelle St. Bartholomäus                           | Bochum-Wattenscheid Wattenscheider Hellweg 251 Karte | zweijochige, kreuzgratgewölbte Bruch- und Backsteinkapelle | 1661                                                       | 02.11.1994       | A 317           |
| Wohnhaus                                                 | Wohnhaus                                                 | Bochum-Wattenscheid Am Thie 9 Karte | zweigeschossiges Fachwerkhaus mit Satteldach | 1853                                                       | 22.01.1996       | A 373           |
| Wohnhaus                                                 | Wohnhaus                                                 | Bochum-Wattenscheid Bahnhofstraße 22 Karte | zweigeschossiger Putzbau mit Satteldach unter Einfluss des Heimatstils | um 1900                                                    | 20.06.1996       | A 389           |
| Hochkreuz                                                | Hochkreuz                                                | Bochum-Wattenscheid Im Steinhof 5 Karte | Steinkreuz | 1814                                                       | 15.01.1997       | A 414           |
| jüdischer Friedhof und Gedenkstätte                      | jüdischer Friedhof und Gedenkstätte                      | Bochum-Wattenscheid Bochumer Straße Karte | 22 Grabsteine von Backsteinmauer umgeben, Stele | 17. Jahrhundert 1899 (Mauer) 1972 (Gedenkstätte)           | 27.01.2000       | A 510           |
| Wohnhaus                                                 | Wohnhaus                                                 | Bochum-Wattenscheid Hochstraße 54 Karte | zweigeschossiges, fünfachsiges Gebäude mit Mansarddach in Putz-/Stuck-/Klinkerarchitektur, Apothekenausstattung | 1888                                                       | 31.05.2000       | A 514           |
| Villa Vennebusch 2                                       | Villa Vennebusch 2                                       | Bochum-Wattenscheid Günnigfelder Straße 30 Karte | zweigeschossige Villa in Ziegelbauweise mit Walmdach im Reformstil | 1912/1913                                                  | 20.01.2003       | A 540           |
| Villa Schäfers                                           | Villa Schäfers                                           | Bochum-Wattenscheid Günnigfelder Straße 39 Karte | zweigeschossige, späthistoristische Villa mit Walmdach in Putz-/Stuckarchitektur | 1895                                                       | 20.01.2003       | A 541           |
| evangelischer Kindergarten                               | evangelischer Kindergarten                               | Bochum-Wattenscheid Günnigfelder Straße 68 Karte | eineinhalbgeschossiges Gebäude in Putzarchitektur | 1896                                                       | 20.01.2003       | A 542           |
| Wohnhaus                                                 | Wohnhaus                                                 | Bochum-Wattenscheid Westenfelder Straße 68 Karte | zweigeschossiges Mietshaus im Stil des Späthistorismus/Jugendstil, Putzarchitektur | 1905                                                       | 20.01.2003       | A 543           |
| Wohn- und Geschäftshaus                                  | Wohn- und Geschäftshaus                                  | Bochum-W7attenscheid Gertrudisstraße 10 Karte | zweieinhalb- bis dreigeschossiges Wohn- und Geschäftshaus im Stil der deutschen Neorenaissance, Klinker- und Stuckarchitektur                                                                                            | 1887/1888 1898 (Erweiterung)                               | 20.01.2003       | A 544           |
| Wohn- und Geschäftshaus                                  | Wohn- und Geschäftshaus                                  | Bochum-Wattenscheid Gertrudisstraße 17 Karte | dreigeschossiges Mietshaus im Stil der Neorenaissance | etwa 1880                                                  | 20.01.2003       | .pdf A 545      |
| Wohnhaus                                                 | Wohnhaus                                                 | Bochum-Wattenscheid Gertrudisstraße 18 Karte | zweigeschossiges Fachwerkhaus | 18. Jahrhundert                                            | 20.01.2003       | A 546           |
| Wohnhaus                                                 | Wohnhaus                                                 | Bochum-Wattenscheid Gertrudisstraße 20 Karte | zweigeschossiges Fachwerkhaus | 17./18. Jahrhundert                                        | 20.01.2003       | A 547           |
| BW                                                       | Gartenpavillon                                           | Bochum-Wattenscheid Graf-Adolf-Straße 4 Karte | hölzerner, romantischer Gartenpavillon | 1898                                                       | 20.01.2003       | A 548           |
| Wohnhaus                                                 | Wohnhaus                                                 | Bochum-Wattenscheid Westenfelder Straße 58 Karte | zweigeschossiges, späthistoristisches Backsteinhaus | 1904                                                       | 20.01.2003       | A 549           |
| Wohnhaus                                                 | Wohnhaus                                                 | Bochum-Wattenscheid Westenfelder Straße 60 Karte | zweigeschossiges, späthistoristisches Mietshaus in Putz-/Stuckarchitektur | 1890                                                       | 20.01.2003       | A 550           |
| Postamt                                                  | Postamt                                                  | Bochum-Wattenscheid Hochstraße 31 Swidbertstraße Karte | Dreigeschossiger Ziegelbau im Stil des Neuen Bauens. Ausführliche Beschreibung des Gebäudes: Tomas Dann, Das Wattenscheider Postamt an der Hochstraße (1930-33) In: Bochumer Zeitpunkte, Nr. 6, 2000, S. 17–19 (online). | 1931/1932                                                  | 22.01.2003       | A 551           |
| Arbeitersiedlung Hüller Straße                           | Arbeitersiedlung Hüller Straße                           | Bochum-Wattenscheid Hüller Straße 97/99, 101/103, 105/107 Karte | drei Doppelhauswohnhälften | 1904/1905                                                  | 27.01.2003       | A 552           |
| Märkische Schule (Gymnasium) und Stadthalle              | Märkische Schule (Gymnasium) und Stadthalle              | Bochum-Wattenscheid Saarlandstraße 40–44 (gerade) Karte | zwei-/dreigeschossige Stahlbetonkonstruktion mit zweifarbiger Klinkerverblendung | 1956–1962                                                  | 30.01.2003       | A 553           |
| Beamtensiedlung Lyrenstraße                              | Beamtensiedlung Lyrenstraße                              | Bochum-Wattenscheid Jägerhof 10–14 (gerade) Lohrheidestraße 2 Lyrenstraße 12–20 (gerade), 24–38 (gerade) Obertor 71–77 (ungerade) Ückendorfer Straße 81 Karte         | | 1922                                                       | 24.03.2003       | A 554           |
| Wohn- und Geschäftshaus                                  | Wohn- und Geschäftshaus                                  | Bochum-Wattenscheid Bochumer Straße 128 a Karte | viergeschossiges Wohn- und Geschäftshaus in Putz-/Stuckarchitektur unter Einfluss des Jugendstils | erstes Jahrzehnt des 20. Jahrhunderts                      | 23.05.2003       | A 557           |
| Wohnhaus                                                 | Wohnhaus                                                 | Bochum-Wattenscheid Bochumer Straße 128 Karte | viergeschossiges Wohn- und Geschäftshaus in Putz-/Stuckarchitektur unter Einfluss des Jugendstils | erstes Jahrzehnt des 20. Jahrhunderts                      | 23.05.2003       | A 558           |
| Wohnhaus                                                 | Wohnhaus                                                 | Bochum-Wattenscheid Graf-Adolf-Straße 11 Karte | zweigeschossiges, verputztes Wohnhaus mit Walmdach im Reformstil | 1912                                                       | 23.05.2003       | A 559           |
| Wohnhaus                                                 | Wohnhaus                                                 | Bochum-Wattenscheid Graf-Adolf-Straße 15 Karte | zweigeschossiges, spätklassizistisches, villenartiges Wohnhaus in Putz-/Stuckarchitektur | 1903                                                       | 23.05.2003       | A 560           |
| Wohnhaus                                                 | Wohnhaus                                                 | Bochum-Wattenscheid Graf-Adolf-Straße 17 Karte | zweigeschossiges Wohnhaus mit Walmdach | 1925                                                       | 23.05.2003       | A 561           |
| Wohnhaus                                                 | Wohnhaus                                                 | Bochum-Wattenscheid Graf-Adolf-Straße 20 Karte | zweigeschossiges, dreiachsiges Wohnhaus in Putz-/Stuckarchitektur mit Krüppelwalmdach | 1901                                                       | 23.05.2003       | A 562           |
| Wohnhaus                                                 | Wohnhaus                                                 | Bochum-Wattenscheid Graf-Adolf-Straße 2 Karte | zweigeschossiges späthistoristisches Wohnhaus in Putzarchitektur mit Ziegel- und Fachwerkschmuck | 1898                                                       | 09.10.2003       | A 564           |
| ehemaliger Herrensitz Haus Sevinghausen                  | ehemaliger Herrensitz Haus Sevinghausen                  | Bochum-Wattenscheid Vienhovenweg 78 Karte | zweigeschossiges Gebäude mit Walmdach in Fachwerkbauweise | 1721                                                       | 05.11.2003       | A 565           |
| Wohnhaus                                                 | Wohnhaus                                                 | Bochum-Wattenscheid Hardenbergstraße 1 Karte | dreigeschossiges, späthistoristisches Mietshaus mit Walmdach in Putzarchitektur | etwa 1910                                                  | 05.11.2003       | A 566           |
| Wohnhaus                                                 | Wohnhaus                                                 | Bochum-Wattenscheid Hardenbergstraße 3 Karte | dreigeschossiges, späthistoristisches Mietshaus mit Walmdach in Putzarchitektur | 1912                                                       | 05.11.2003       | A 567           |
| Wohnhaus                                                 | Wohnhaus                                                 | Bochum-Wattenscheid Hardenbergstraße 5 Karte | dreigeschossiges, späthistoristisches Mietshaus mit Walmdach in Putz-/Stuckarchitektur | 1905                                                       | 05.11.2003       | A 568           |
| Wohnhaus                                                 | Wohnhaus                                                 | Bochum-Wattenscheid Hardenbergstraße 7 Karte | dreigeschossiges, späthistoristisches Mietshaus in Putz-/Stuckarchitektur | 1905                                                       | 05.11.2003       | A 569           |
| Kabeisemannshof                                          | Kabeisemannshof                                          | Bochum-Wattenscheid Hansastraße 150 Karte | Längsdielenhaus | 1853                                                       | 05.11.2003       | A 570           |
| weitere Bilder                                           | ehemaliger Bauernhof Helfshof                            | Bochum-Wattenscheid In den Höfen 37 Karte | Längsdielenhaus | 17./18. Jahrhundert                                        | 05.11.2003       | A 571           |
| Wohnhaus                                                 | Wohnhaus                                                 | Bochum-Wattenscheid Schulstraße 12, 14 Karte | zwei zweigeschossige Eisenbetonbauten mit Walmdächern | 1930                                                       | 17.12.2003       | A 572           |
| Gasthaus                                                 | Gasthaus                                                 | Bochum-Wattenscheid Wattenscheider Hellweg 249 Karte | zweigeschossiges Wohnhaus mit Satteldach | 1845                                                       | 23.11.2004       | A 579           |
| Wohnhaus                                                 | Wohnhaus                                                 | Bochum-Wattenscheid Kirchstraße 17 Karte | zweigeschossiges, späthistoristisches Wohn- und Geschäftshaus in Putz-/Stuckarchitektur | 1897                                                       | 23.11.2004       | A 580           |
| Kriegerehrenmal für die Gefallenen des Ersten Weltkriegs | Kriegerehrenmal für die Gefallenen des Ersten Weltkriegs | Bochum-Wattenscheid Parkallee Karte | expressionistischer Natursteinpfeiler | 1920er Jahre                                               | 23.11.2004       | A 581           |
| Friedhofskapelle in Bochum-Wattenscheid                  | Friedhofskapelle in Bochum-Wattenscheid                  | Bochum-Wattenscheid Holzstraße 78 Karte | Putzarchitektur mit Satteldach | 1954–1955                                                  | 23.11.2004       | A 582           |
| Friedhofskapelle                                         | Friedhofskapelle                                         | Bochum-Wattenscheid Wilkenkamp 6 Karte | neobarocke Friedhofskapelle |                                                            | 23.11.2004       | A 583           |
| katholische Kirche St. Johannes                          | katholische Kirche St. Johannes                          | Bochum-Wattenscheid Kemnastraße 10 Karte | dreischiffige, fünfjochige Basilika | 1913–1915                                                  | 31.03.2005       | A 589           |
| Kriegerehrenmal vor dem Friedhof in Bochum-Eppendorf     | Kriegerehrenmal vor dem Friedhof in Bochum-Eppendorf     | Bochum-Wattenscheid Holzstraße 72 Karte | Gedenkstele mit Dreiecksgiebel und spätklassizistischer Ornamentik | 1866/1876                                                  | 10.05.2005       | A 598           |
| evangelische Christuskirche                              | evangelische Christuskirche                              | Bochum-Wattenscheid Parkallee 18 Karte | dreijochige Hallenkirche als verkleidete Eisenbetonkonstruktion | 1925–1927                                                  | 19.05.2005       | A 601           |
| katholische Kirche St. Joseph                            | katholische Kirche St. Joseph                            | Bochum-Wattenscheid Geitlingstraße 12 Karte | Saal in Stahlbetonskelettbetonbauweise | 1959–1961                                                  | 23.05.2005       | A 603           |
| Hofanlage Beckmannshof                                   | Hofanlage Beckmannshof                                   | Bochum-Wattenscheid An der Papenburg 30 Karte | Wohn-Wirtschaftsgebäude mit Krüppelwalmdach | 1840                                                       | 30.08.2006       | A 620           |
| weitere Bilder                                           | evangelische Kapelle Höntrop                             | Bochum-Wattenscheid Höntroper Straße 35 Karte | Backsteinkapelle in neugotischem Habitus | 1903                                                       | 15.06.2007       | A 626           |
| evangelische Versöhnungskirche                           | evangelische Versöhnungskirche                           | Bochum-Wattenscheid Preins Feld 8 Karte | Stahlbetonbau | 1966–1967                                                  | 15.10.2007       | A 633           |